# Mistrzostwa Polski w Skokach Narciarskich 1974
49. Mistrzostwa Polski w Skokach Narciarskich – zawody o mistrzostwo Polski w skokach narciarskich, które odbyły się w dniach 31 stycznia-3 lutego 1974 roku na Średniej i Wielkiej Krokwi w Zakopanem.
W konkursie indywidualnym na skoczni normalnej zwyciężył Adam Krzysztofiak, srebrny medal zdobył Tadeusz Pawlusiak, a brązowy – Wojciech Fortuna. Na dużym obiekcie najlepszy okazał się Stanisław Bobak przed Kazimierzem Długopolskim i Pawlusiakiem.

## Wyniki

### Konkurs indywidualny na normalnej skoczni (31.01.1974)
| Miejsce | Zawodnik          | Klub                   | Skok 1 | Skok 2 | Punkty |
| ------- | ----------------- | ---------------------- | ------ | ------ | ------ |
| 1.      | Adam Krzysztofiak | SNPTT Zakopane         | 78,5   | 78,0   | 252,5  |
| 2.      | Tadeusz Pawlusiak | BBTS Bielsko-Biała     | 76,5   | 77,0   | 246,7  |
| 3.      | Wojciech Fortuna  | Wisła-Gwardia Zakopane | 76,0   | 75,5   | 239,5  |
| 4.      | Stanisław Bobak   | WKS Zakopane           | 76,0   | 76,5   | 237,1  |
| 5.      | Józef Tajner      | Olimpia Goleszów       | 76,5   | 74,5   | 236,7  |
| 6.      | Jan Rabin         | WKS Zakopane           | 75,0   | 76,0   | 229,2  |
| 7.      | Jan Bieniek       | LKS Skrzyczne Szczyrk  | 75,5   | 73,5   | 229,0  |
| 8.      | Stanisław Kawulok | ROW Rybnik             | 74,0   | 72,0   | 225,2  |

W konkursie wzięło udział 60 zawodników.

### Konkurs indywidualny na dużej skoczni (03.02.1974)
| Miejsce | Zawodnik              | Klub                   | Skok 1 | Skok 2 | Punkty |
| ------- | --------------------- | ---------------------- | ------ | ------ | ------ |
| 1.      | Stanisław Bobak       | WKS Zakopane           | 97,0   | 107,0  | 223,1  |
| 2.      | Kazimierz Długopolski | Start Zakopane         | 95,5   | 105,5  | 219,1  |
| 3.      | Tadeusz Pawlusiak     | BBTS Bielsko-Biała     | 88,5   | 105,5  | 208,1  |
| 4.      | Jan Bieniek           | LKS Skrzyczne Szczyrk  | 97,5   | 95,0   | 206,5  |
| 5.      | Jan Rabin             | WKS Zakopane           | 92,0   | 102,5  | 204,3  |
| 6.      | Tadeusz Majerczyk     | LKS Poroniec Poronin   | 91,0   | 101,5  | 203,5  |
| 7.      | Wojciech Fortuna      | Wisła-Gwardia Zakopane | 83,0   | 105,5  | 199,4  |
| 8.      | Józef Tajner          | Olimpia Goleszów       | 87,5   | 101,5  | 198,6  |

W konkursie wzięło udział 44 zawodników.